# Venturiocistella ulicicola
Venturiocistella ulicicola är en svampart som först beskrevs av Graddon, och fick sitt nu gällande namn av Baral 1993. Venturiocistella ulicicola ingår i släktet Venturiocistella och familjen Hyaloscyphaceae.   Inga underarter finns listade i Catalogue of Life.